# Liceu (métro de Barcelone)
Liceu est une station de la ligne 3 du métro de Barcelone.

## Situation sur le réseau
La station est située sous La Rambla, sur le territoire de la commune de Barcelone, dans le district de la Vieille ville.

## Histoire
La station est ouverte au public en 1925, lors de la prolongation de la ligne I du Grand métro de Barcelone depuis Catalunya.

## Services aux voyageurs

### Desserte

Installations et desserte
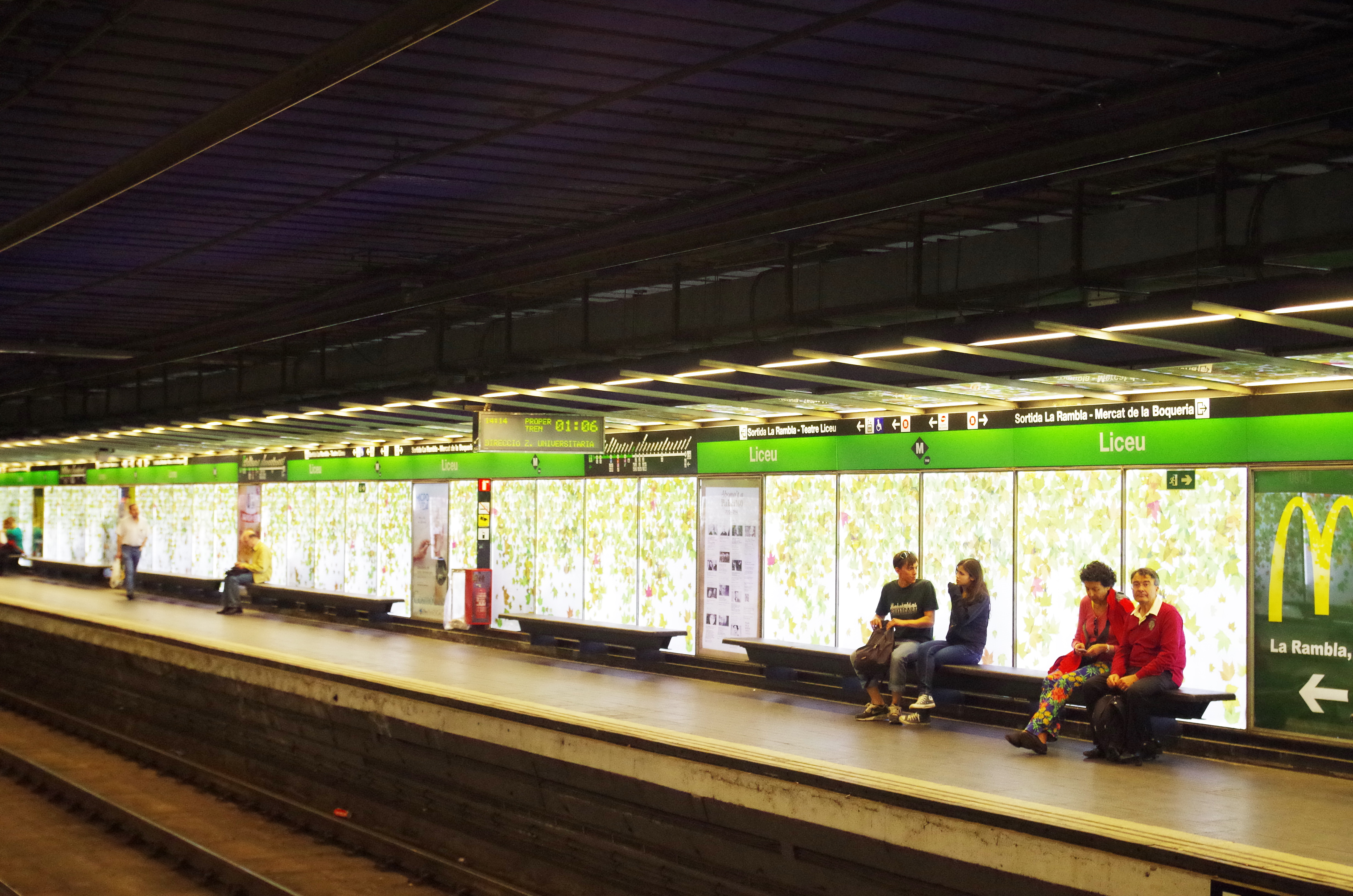
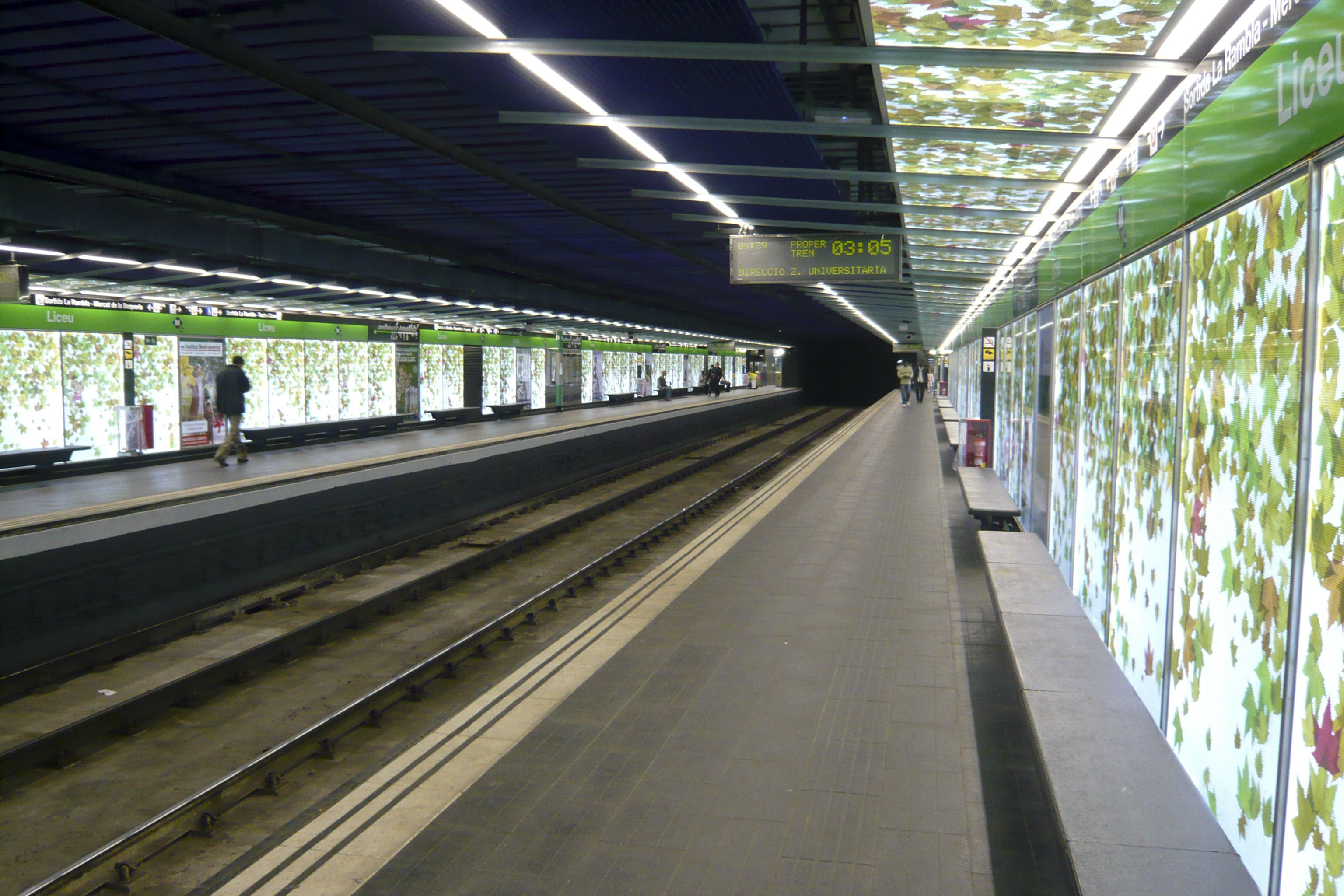
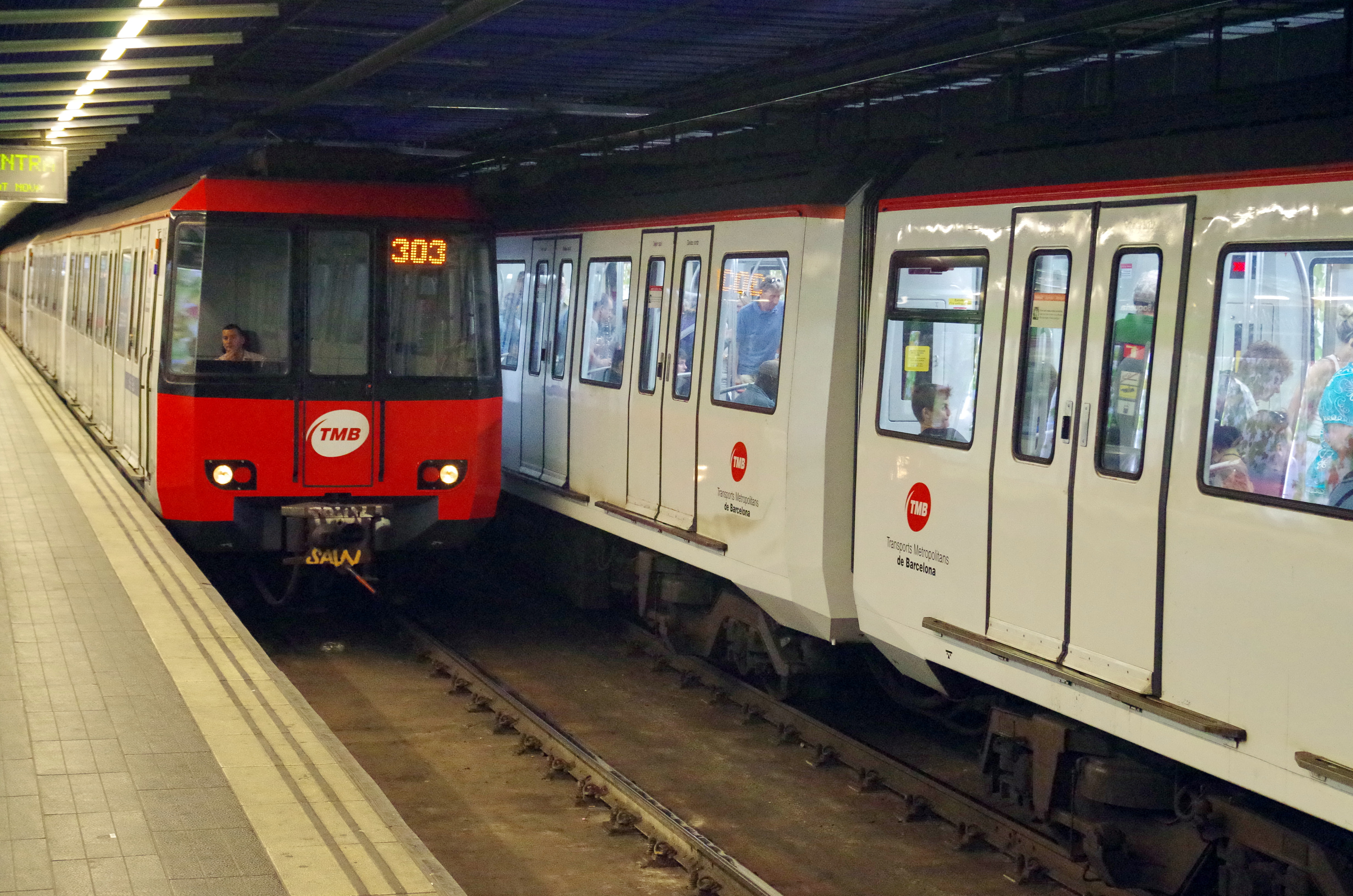

## À proximité
La station située sous La Rambla, entre le Grand théâtre du Liceu et La Boqueria.